# Conchologie

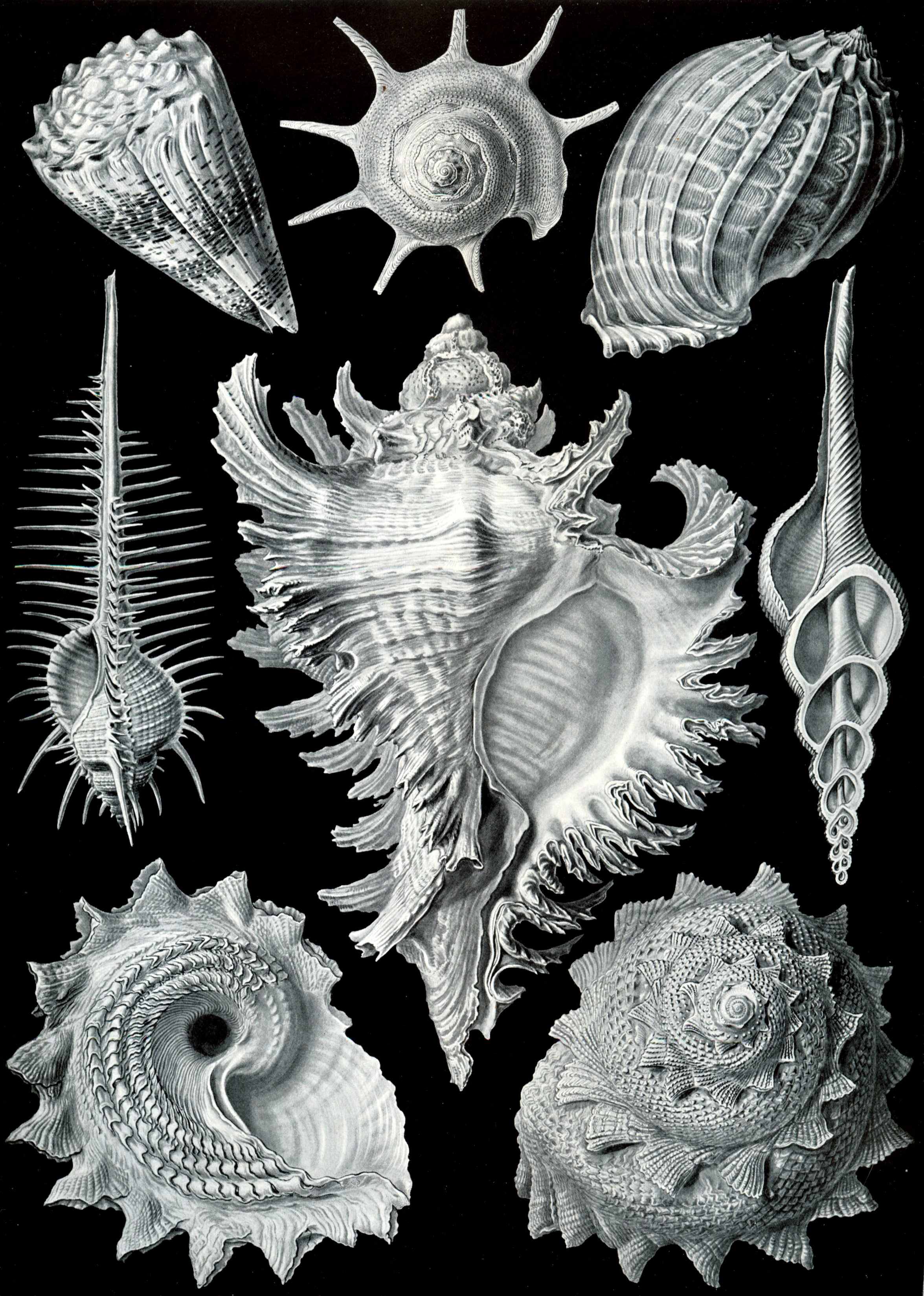
Plaat 53 uit Ernst Haeckels Kunstformen der Natur (1904) met afbeeldingen van zeeslakkensoorten die hij als Prosobranchia classificeerde

Conchologie of conchyliologie (in het Nederlands een verouderde term; thans nog wel in gebruik in het Frans) is de studie van de schelpen van weekdieren (stam der Mollusca).
De systematiek en taxonomie van mollusken is voor een deel gebaseerd op schelpkenmerken. De studie hiervan behoort tot de conchologie. Het belang is tegenwoordig minder groot dan vroeger omdat onderzoek van anatomie, eiwitten, DNA etc., dus het onderzoek aan de 'weke' delen van de dieren, dit voor een deel heeft overgenomen.
Een ander belangrijk onderdeel van de conchologie is de studie van fossiele schelpen. Doel hiervan kan zijn de evolutionaire ontwikkeling van de diergroep te bestuderen maar toepassing in de geologie als hulpmiddel bij de bepaling van (relatieve) ouderdom biostratigrafie of de ontstaanswijze (paleo-ecologie) van aardlagen komt meer voor.
Het verzamelen van schelpen en het aanleggen van een collectie is een bezigheid die eveneens tot de conchologie behoort. Het verzamelen van schelpen kent al een oude historie die in de Nederlanden van de 17e eeuw vooral door de rijkere mensen werd beoefend. Het aanleggen van schelpenkabinetten was daarbij vooral een statussymbool. Schelpencollecties worden tegenwoordig voor verschillende doeleinden aangelegd. Wetenschappelijke collecties (in musea, maar vaak ook bij particuliere verzamelaars) dienen vooral een taxonomisch doel. Echter heel vaak worden schelpen puur om hun esthetische waarde verzameld.
De conchologie is een tak van de malacologie. In de malacologie bestudeert men naast de schelp o.a. ook de anatomie van de weke delen van het dier. Het onderscheid tussen conchologie en malacologie is overigens niet zo scherp meer als dat ooit was. Veel malacologen beschouwen zich concholoog en omgekeerd. Ook bij verenigingen is dat zo. Bij conchologische verenigingen worden ook typisch malacologische zaken bestudeerd, terwijl het omgekeerde ook geldt. Het onderscheid in de naamgeving bij verenigingen is veelal historisch bepaald en dekt niet meer de oorspronkelijke inhoud.

## Nederlandstalige schelpengidsen

### Europese schelpen
- Bruyne, R.H. de (1991) Schelpen van de Nederlandse kust Jeugdbondsuitgeverij Stichting Uitgeverij KNNV, 165 pag.
- Bruyne, R.H. de (2020) Veldgids Schelpen KNNV Uitgeverij, ISBN 978-905-0116-862, 302 pag.
- Campbell, A.C. (1994) Tirion gids van strand en kust Tirion Baarn, 320 pag. ISBN 90-5121-477-4
- Delsaerdt, A. & Steppe, L. (1995) Schelpen op de Belgische kust Gloria Maris 34(1-2): 1-20
- Entrop, B. (1972) Schelpen vinden en herkennen Thieme-Zutphen, 3e druk, 320 pp.
- Gittenberger, E., Backhys, W., Ripken, Th.E.J. (1984). De landslakken van Nederland KNNV, Hoogwoud, 184 pag. [2e druk]
- Gittenberger, E., Janssen, A.W., Kuijper, W.J., Kuiper, J.G.J., Meijer, T., Velde, G. van der & Vries, J.N. de (1998) De Nederlandse zoetwatermollusken. Recente en fossiele weekdieren uit zoet en brak water Nederlandse Fauna 2. Nationaal Natuurhistorisch Museum Naturalis, KNNV Uitgeverij & EIS-Nederland, Leiden, 288 pp.
- Hayward, P.J., Nelson-Smith, T. & Shields, C. (1999) Tirion gids van kust en strand : flora en fauna Tirion uitgevers, 352 pag. ISBN 90-5210-327-5
- Kaas, P. en Broek, A.N.Ch. ten (1942) Nederlandse Zeemollusken Wereldbibliotheek NV, Amsterdam, 232 pag.
- Moerdijk, P.W., Janssen, A.W., Wesselingh, F.P., Peeters, G.A., Pouwer, R., Van Nieulande, F.A.D., Janse, A.C., Van Der Slik, L. (†), Meijer, T., Rijken, R., Cadée, G.C., Hoeksema, D., Doeksen, G., Bastemeijer, A., Strack, H., Vervoenen, M., Ter Poorten, J.J., 2010. De Fossiele Schelpen van de Nederlandse kust. -- In: Geologie van Nederland, NCB NATURALIS, Leiden, 320 pp.; ISBN 978-90-5011-342-7.

### Wereldzeeën
- Lindler, G. (2001) Tirion schelpengids - Tirion, 320 pp., ISBN 90-5210-409-3
- Oliver, A.P.H. (1978) Elseviers schelpengids Elsevier, 2e druk, 320 pp.
- Sabelli, B., (1982) Thieme's schelpengids Thieme-Zutphen, 508 pp.

### Verenigingen
- Unitas Malacologica (UM) (Engelstalig)
- Belgische Vereniging voor Conchyliologie (BVC) (Nederlandstalig)
- Société Belge de Malacologie (SBM) (Franstalig)
- De Nederlandse Malacologische Vereniging

### Schelpen aan de Belgische en Nederlandse kust
- Website van Hugo Ollieuz
- Vijftig meest gevonden soorten op de Nederlandse stranden